# Узбекский национальный академический драматический театр
Узбекский национальный академический драматический театр — один из старейших театров Узбекистана, создан в 1914 году; в 1933 году театру присвоено почётное звание академического.

## История театра

### Начало (1914—1929)
В середине 1913 года был образован первый профессиональный театральный коллектив на территории Узбекистана, который в начале 1914 года показал свою первую национальную пьесу на сцене, и тем самым официально начав свою деятельность как театральная труппа. Так как в начале XX века Туркестан был под властью Царской России, театральной сфере приходилось подчиняться господствующим убеждениям империи, в особенности регистрирование такого крупного культурного заведения, как театр, и разрешение на его деятельность.
Труппа неофициально показывала свои первые спектакли в июне и июле 1913 года. Глава Ташкентского просветительства Мунаввар кары Абдурашидханов активно участвовал в организационных и пропагандистских делах творческой группы. В 1913 году 8 августа труппа представила свой первый спектакль «Томоша кечаси» в саду Шейха Хованд Тахура. На тот момент ни в одном городе Туркестанского края не было национальных театров. В еженедельном самаркандском журнале «Ойина» в тираже с 14 ноября 1913 года опубликовано о спектакле «Падаркуш», который всё ещё не ставился, несмотря на разрешение от автора на постановку на сцене.
Начиная с декабря 1913 года в Ташкенте велись подготовки к показу произведения «Падаркуш». В процессе создания активно участвовали педагоги школ современного типа. Такие представители просветительства, как Чунончи, Абдулла Авлони, Муҳаммаджон кары, Низомиддин Ходжаев, Шокиржон Рахимий, показывали свою самоотверженность в этом деле. Татарский интеллигент Мухамедяров вёл режиссёрскую деятельность над спектаклем, приготовленный ташкентскими любителями. Но из-за замедленных подготовок, постановка драмы задерживается. В начале 1914 года из Самарканда приехал Алиаскар Аскаров и взял под свою ответственность работу режиссёра спектакля. В феврале 1914 года пьеса «Падаркуш» планируется поставить на сцену вместе с азербайджанской комедией «Хур-хур».

#### Первый спектакль
Наконец, 27 февраля в одно тысяча ста местном зале театра Колизей в Новом городе Ташкента в семь часов вечера дилетанты Ташкентского театра официально начинают показ своих спектаклей. В выпущенной по этой причине афише было указано, что выступление состоялось из трёх частей. В первой части — показ спектакля Падаркуш, основанный на одноимённой пьесе Махмудходжа Бехбуди; во второй — юмористическая сценка «Хур- хур» от азербайджанских актёров Алиаскар Аскарова, Гульузорхоним и Шахбалова; в третьей части говорилось о «Миллий укиш ва журлар», где предусматривалось о показе концерта из восьми номеров. В концерте должны были участвовать хафиз Мулла Туйчи, танцовщица Курбанхон, тура Мулла Ахмаджон, а так же должны были прочесть стихи Авлони «Туркистон фарёди» и «Тўй». В конце афиши были указаны ответственный за вечер заведующий Абдулла Ходжа углы, а режиссёр — Аскарали Аскаров. В тот день была показана театральная постановка, отвечавшая на европейские критерии и также основанная на традициях национальных представлений, что привело к началу театрального искусства в Туркестане.

Абдулла Авлони

Начиная с 1915 года труппа «Турон» инсценировала новые образцы формирующейся узбекской драматурги. Например, «Несчастный жених»А. Кадыри (1915), «Угнетённая женщина» Х. Муина (1916) занимали места из репертуара труппы. Труппа, начиная с первых шагов, стремилась к новшеству и сотрудничеству, к формированию как профессиональный коллектив, к творческому росту, к развитию культурного и образовательного уровня народа в сложных условиях, и для этого старалась предъявить свою смелую инициативу.
Основу труппы «Турон» составляли такие актёры, как Хасан кары, Ишанходжа Хани, Сами кары (Абдусаме Зиябов), Абдулла Авлони, Бадриддин Аъламов, Шорахим домла Шохиноятов, Низомиддин Ходжаев, Шокирджан Рахими, Кудратулла Махзум, Мухаммадхан Пашшаходжаев, Башруллахан Ходжаев, Абдулазиз Ходжаев, Мусахон Мирзаханов, Умаркул Анаркулов, Фузаил Жонбоев, Салимхон Тиллахонов, Кудратулла Юнусий, Тулаган Хужамяров, Убайдулла кары Эргозиев. Начиная с 1916 году к ним присоединялись Сулаймон Ходжаев, Маннон Уйгур, Гулом Зафари. В некоторых научных источниках указывалось, что в труппе также работали Абдурахмон Акбаров, Юсуф Алиев, Саъдуллаходжа Турсунходжаев, Мусо Азизов, Мирмулла Шермухаммедов, Мухиддин Шарафиддинходжаев. К 1917 году вплоть до революции «Турон» была театральной труппой, составлявшая около тридцати постоянных актёров, режиссёров Низомиддин Ходжаев, Абдулла Авлони, Бадриддин Аьламов, с регистрированным уставом, с репертуаром из произведений в национальном и общечеловеческом духе, с зимним и летним сценами в Старом городе Ташкента, и полная надежды и задач. Также она служила основанием в формировании и развитии культуры и традиции европейского театра не только в Ташкенте и на территории Узбекистана, но и в странах Средней Азии.

#### 1917-й год — смена власти
Приход к власти большевиков в 1917 отрицательно повлияло на развитие театральной культуры узбекского народа. Те события заставили резко поменять своё русло, недавно открывшегося национального узбекского театра, в абсолютно другую сторону. Оставшиеся члены, уже расформировавшегося состава труппы «Турон» накануне 1917 года, Низомиддин Ходжаев, Гулям Зафари, Бадриддин Аъламов, Гази Юнус, Шокирджон Рахими и Каюм Рамазон во главе с Манноном Уйгуром решили возобновить театр «Турон» и продолжать его прогрессивные и просветительские традиции.
Но ещё не было произведений, полноценно отвечающих на новые требования
нового правительства, поэтому в период с марта 1918 года по сентябрь 1919 года в театре «Турон» приходилось показывать шестнадцать пьес, пятнадцать из которых были одноактными. Среди этих произведений были музыкальные пьесы «Пожелание», «Плохой сын», «Милостливый подмастерье» поэта и композитора Г. Зуфари.

#### 1920-е годы
В 20-х годах они служили основанием для формирования детской узбекской драматурги и музыкального драматического театра. В 1919 году в Ташкенте образована узбекская труппа им. Карла Маркса под руководством М. Уйгура. В марте 1920 года после объединения с любительским кружком «Таракки» была создана Образцовая краевая драматическая труппа. В труппу был приглашён татарский театральный деятель Камаль I как режиссёр. А Е. Бобожонов, М. Кориева, О. Джалилов, С. Олимов, М. Мухамедов, А. Ардобус (Ибрагимов), Ш. Нажмиддинов составляли творческую основу труппы. До переезда в столицу (на тот момент город Самарканд) в 1925 году труппа ставила цели: сближение к жизни народа и страны, обращение к главным волнующим жизненным вопросам общества. Выпущенный 26 марта 1920 года драма «Ядовитая жизнь» Хамзы, музыкальная драма «Халима» Г. Зафари играли значительную роль. И спустя два года, 20 июня 1924 года была показана «Фархад и Ширин» Алишера Навои (по инсценировке Хуршида), а 15 декабря — «Лейли и Меджнун» Физули (по инсценировке и музыке Узияр Ходжибекова).

### Академический театр драмы им. Хамзы (1929—2001)

#### 1930-е годы
В 1929 труппа переехала из Самарканда в Ташкент и была преобразована в Государственный узбекский драматический театр им. Хамзы. В 30-х годах двадцатого века театр одержал значительные успехи. Этот период также был характерен формированием школ искусства для актёров и режиссёров. Лучшие произведения узбекской драматурги определили развитие узбекского театрального искусства, на сцене — тема социалистического реализма и принципы народности. Идейно и художественно развитые спектакли, разнообразность красок и решений в них, также связан с достижениями Уйгура и Бабаджанова в режиссёрской деятельности. Одни из лучших местных, русских, советских и Западноевропейских пьес занимали в репертуаре театра: «Бай и батрак» Хамзы (1939), «Ревизор» Гоголя (1935, 1952), «Рустам» Исмаилова (1934), «Маска сорвана» Фатхулина (1932), «Честь и любовь» (1936) К. Яшена, «Гамлет» (1935, 1939, 1940) и «Отелло» (1941) Шекспира и другие спектакли становились грандиозными достижениями узбекского театра. В 1933 году театру присвоено звание академического, а 31 мая 1937 года был награждён орденом Ленина (за выдающиеся успехи в области развития узбекского театрального искусства).

#### 1940 — 1950-е годы
В годы Великой Отечественной войны (1941—1945) были показаны патриотические спектакли «Смерть оккупантам» Яшена, «Мать» Уйгуна, «Полет орла» И. Султана, отражающие геройства узбекского народа в прошлом «Муканна» Алимджана и «Джалалиддин Мангуберди» Шайхзоды совместно с временно приехавшими русскими и украинскими представителями театра. Послевоенные годы репертуар театра обогащался произведениями современных тем. Развивая близкие узбекскому искусству народно героические и романтические традиции, театр создал спектакли, глубоко раскрывшие социальную сущность персонажей. В таких произведениях, как «За тех, кто в море» Лавренева, «Русский вопрос» Смолова, «Генерал Рахимов» Яшена, были созданы великолепные образы участников войны. В эти годы были показаны в различных жанрах спектакли, представившие образы советского человека, строящий коммунизм: «Честь семьи» Мухтарова, «Песня жизни», «Навбахор», «Хуррият» Уйгуна, «Шёлковое сюзане» Каххара, «Макар Дубрава» А. Корнейчука, «Секреты сердца» Б. Рахмонова и другие. Тема борьбы Восточных народов против колониального гнёт также был внесён в репертуар театра: «Рассказ о Турции», «Легенда о любви» Н. Хикмета, «Дочь Ганга» по роману Р. Тагора «Крушение», «Алжир — родина моя!» М. Диба. Глубоко философская гуманистическая исповедь социально и исторически обобщённых образов выражены в спектаклях «Алишер Навои» Уйгуна и Султанова (1945—1948), «Кремлёвские куранты» Погодина (1947), «Семья» Попова (1952), «Без вины виноватые» А. Н. Островского, «Мещане», «Васса Железнова» М. Горького, «Заря Востока» Сафарова (1951), «Ревизор» Гоголя (1952), «Юлий Цезарь» Шекспира (1958), «Путеводная звезда» Яшена (1958), «Разбойники» Шиллера.
В начале 50-х к составу театра присоединились молодые актёры З. Мухаммаджанов, Я. Абдуллаева, Э. Маликбаева, Т. Азизов, Я. Ахмедов, И. Алиева, Р. Ибрагимова и другие. В роле главного режиссёра работали А. И. Гинзбург (1951—1958, 1960—1965, 1971—1976) и Т. Хужаев (1958—1960, 1966—1971).

#### 1960 — 1980-е годы
В этот период в театре усиливалась смена поколений. После Т. Ходжаева вели деятельность режиссёры А. Кобулов, Н. Отабоев, Б. Юлдашев, Р. Хамидов, Х. Аппонов, Х. Кучкаров, С. Каприелов, Т. Исроилов, Л. Файзиев. Т. Азизов, П. Саидкасымов, О. Юнусов, Т. Юсупова, Р. Ибрагимова, О. Норбоева, Г. Джамилова, Д. Исмоилова, М. Ибрагимова, Г. Закирова, Т. Тоджиев, Т. Орипов, Т. Каримов, Р. Авазов, Я. Ахмедов, Э. Комилов, Т. Муминов, С. Умаров, Я. Саъдиев, Дж. Зокиров, М. Абдукундузов, Г. Ходжиев становились активными участниками театра. В 1960—1970-х годах театр инсценировал эпические героизмы, социально психологической драмы, комедии, публицистически острые и сатирические, лирические пьесы. Лучшие спектакли того времени театра были «Люди с верой» Султанова (1960), «Мирза Улугбек» Шейхзаде (1961), «Оптимистическая трагедия» В. Вишневского, «Голос из гроба», «Милые мои матушки» А. Каххара, «Тополёк мой в красной косынке» по Айтматову (1964), «Кровавый мираж» Азимова (1964), «Украденная жизнь» Моримото Каору, «Король Лир» Шекспира, «Парвона», «Полёт» Уйгуна, «Враги» М. Горького, «Царь Эдип» Софокла (1969), «Мария Стюарт» Шиллера, «Шестое июля» Шатрова, «Заря революции» Яшена (1973), «Не бросай огонь, Прометей!» М. Карима, «Живой труп» Л. Толстого, «Перед заходом солнца» Гаунтмана и другие.

## В годы независимости

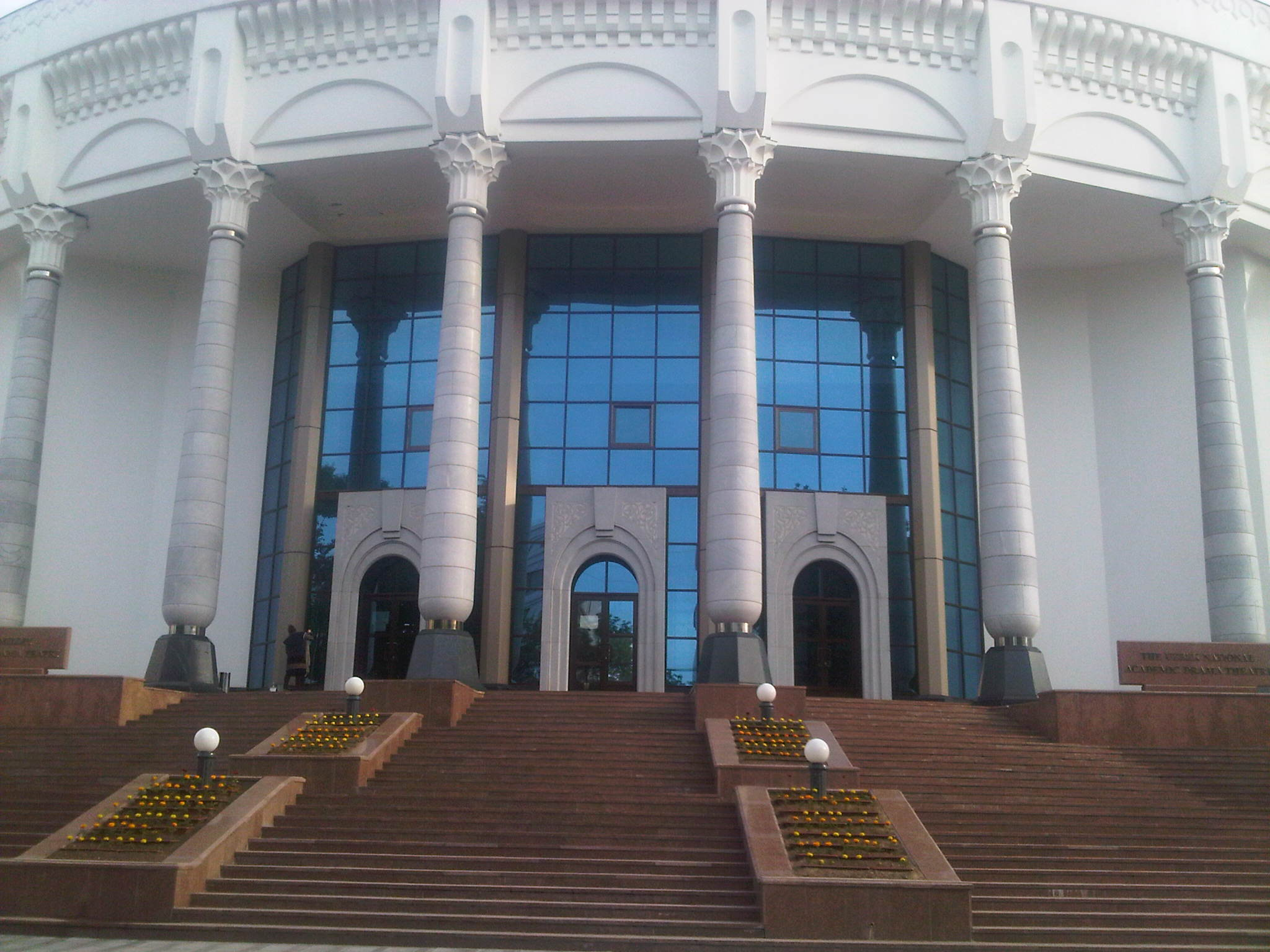
Здание театра после реконструкции

После провозглашения независимости Узбекистана происходили резкие изменения в деятельности театра. Теперь творческая группа была вправе свободно вести деятельность и составлять свой репертуар. В результате впервые на узбекской сцене была инсценирована драма Сахибкиран Темур К. Марло. Теша Муминов, Мадина Мухторова, Саида Раметова, Надира Махмудова, Учкун Тиллаев и другие стали ведущими актёрами театра. Режиссёром театра был Валижон Умаров (2005).
21 сентября 2001 года вышел Указ Президента Республики Узбекистан о присвоении Узбекскому академическому драматическому театру имени Хамзы статуса «Национальный театр» и именовать его «Узбекский Национальный академический драматический театр».
В январе 2014 года президент подписал постановление «О праздновании 100-летия Узбекского Национального академического драматического театра» и 28 ноября 2014 года театр праздновал своё 100-летие. Президент Республики Узбекистан Ислам Каримов поздравил и наградил работников театра званиями, медалями и орденами. В соответствии с указом, актёру театра Асадилло Набиеву было присвоено звание «Заслуженный артист Республики Узбекистан», актриса Тути	Юсупова награждена орденом «Фидокорона хизматлари учун», актёры Дилдорхан Икрамова и Фатхулла Масудов — орденом «Мехнат шухрати». Актёр театра Абдураим Абдувахабов и художники Бабанияз Курбанов и Светлана Цой были награждены орденом «Дустлик», актёр Миролим Киличов и начальник отдела освещения театра Махмуджон Арипджанов — медалью «Шухрат».

## Описание здания

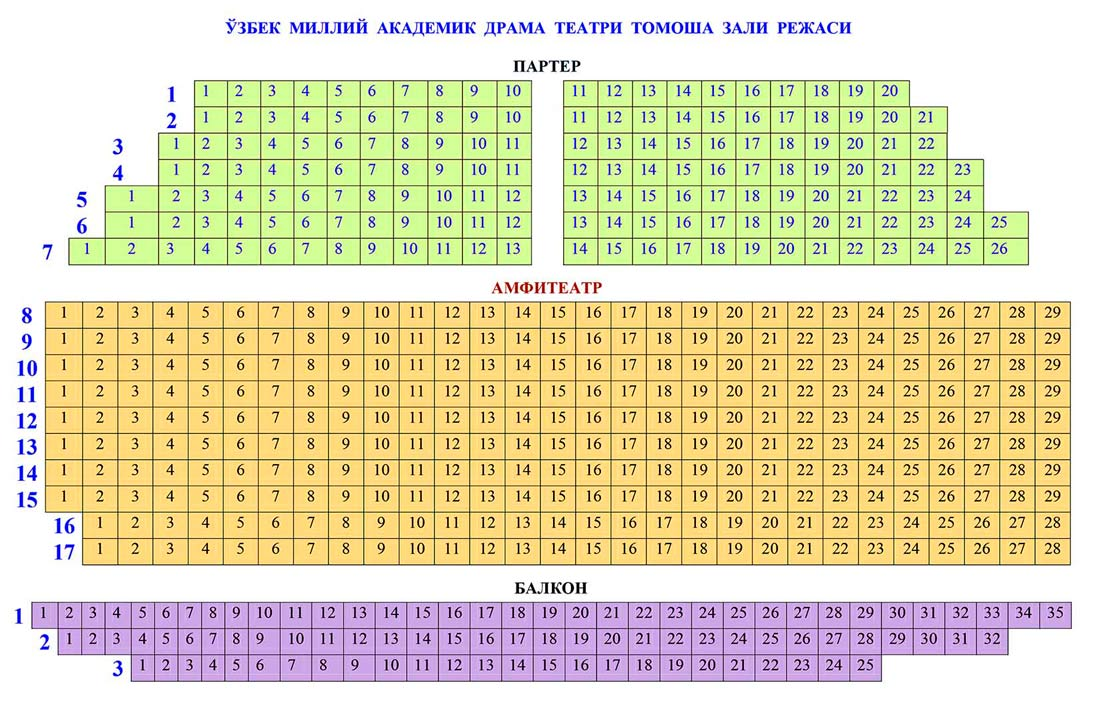
Схема зрительного зала

В 2001 году здание театра было реконструировано. После ремонта театр полностью поменял свой облик, оборудован новой техникой.
Потолок зрительного зала выполнен висячим куполом, где изображены облака, плывущие в голубом небе, а вокруг купола повешены люстры, напоминающие лепестки цветков. Здание с двух сторон было расширено на 7,8 метров. На первом этаже — вестибюль, на правой стороне второго этажа находится музыкальный салон «Маком», а слева сидит руководство. На третьем этаже находится музей театра. В подвале здания построены спортивный зал, малый зал и гардероб. В передней в длину стилобата есть бар и две кассы. В аудитории театра имеются 540 посадочных мест. В театре спектакли проходят на узбекском языке. Для зрителей, не владеющих узбекским языком, предлагаются интересные музыкально-пластические представления.